# ファレリー兄弟
ファレリー兄弟（Farrelly brothers）は、ピーター・ファレリー（Peter Farrelly、1956年12月17日 - ）とボビー・ファレリー（Bobby Farrelly、1958年6月17日 - ）の実の兄弟、映画監督。

## 人物
共同で監督・脚本・製作をこなす。一貫して過激で馬鹿馬鹿しくも愛すべきコメディを撮っている。最近の作品では笑えて感動する、いわゆるロマンティックコメディが多い。
どの作品でも本物の障害者を障害者の役で必ず登場させるが、障害を個性の一部というスタンスで捉え、あくまでハンデキャップを持つ一人の人間として描いている。そのため作品中には良い障害者もいれば悪い障害者もおり、それを障害者を差別していると言う者もいるが、アメリカの障害者からの支持は高い。
2008年11月、第1回したまちコメディ映画祭in台東のために弟のボビー・ファレリーが初来日を果たす。パネルディスカッションなども行われた。

## フィルモグラフィー
| 年   | 作品名                                                                | クレジット                                        | 備考                                                      |
| ---- | --------------------------------------------------------------------- | ------------------------------------------------- | --------------------------------------------------------- |
| 1994 | ジム・キャリーはMr.ダマー Dumb & Dumber                               | 監督・脚本                                        | 脚本は協同。監督名義はピーター・ファレリーのみ            |
| 1996 | キングピン/ストライクへの道 Kingpin                                   | 監督                                              |                                                           |
| 1998 | メリーに首ったけ There's Something About Mary                         | 監督・脚本・製作総指揮                            |                                                           |
| 1999 | Outside Providence                                                    | 脚本・製作                                        |                                                           |
| 2000 | ふたりの男とひとりの女 Me, Myself & Irene                             | 監督・脚本・製作                                  |                                                           |
| 2001 | ギリーは首ったけ Say It Isn't So                                      | 製作                                              |                                                           |
| 2001 | バクテリア・ウォーズ Osmosis Jones                                    | 監督・脚本                                        | VHSスルー                                                 |
| 2001 | 愛しのローズマリー Shallow Hal                                        | 監督・脚本・製作                                  |                                                           |
| 2003 | ふたりにクギづけ Stuck on You                                         | 監督・脚本・製作                                  |                                                           |
| 2005 | 2番目のキス Fever Pitch                                               | 監督                                              |                                                           |
| 2005 | リンガー! 替え玉★選手権 The Ringer                                    | 製作                                              |                                                           |
| 2007 | ライラにお手あげ The Heartbreak Kid                                   | 監督・脚本                                        | DVDスルー                                                 |
| 2011 | ホール・パス/帰ってきた夢の独身生活＜1週間限定＞ Hall Pass            | 監督・脚本・製作                                  | DVDスルー                                                 |
| 2012 | 新・三バカ大将 ザ・ムービー The Three Stooges                         | 監督・脚本・製作                                  | DVDスルー                                                 |
| 2013 | ムービー43 Movie 43                                                   | セグメント監督、製作                              | ピーター・ファレリーのみ                                  |
| 2014 | 帰ってきたMr.ダマー バカMAX! Dumb and Dumber To                       | 監督・脚本                                        |                                                           |
| 2015 | ある大邸宅の結婚狂想曲 The Leisure Class                              | 製作総指揮                                        |                                                           |
| 2016 | トレーラーパークボーイズ Trailer Park Boys                            | テレビシリーズ エピソード監督 シーズン10の2話のみ | ボビー・ファレリーのみ                                    |
| 2018 | グリーンブック Green Book                                             | 監督・脚本・製作                                  | ピーター・ファレリーのみ トロント国際映画祭「観客賞」受賞 |
| 2022 | 史上最高のカンパイ! 戦地にビールを届けた男 The Greatest Beer Run Ever | 監督・脚本                                        | ピーター・ファレリーのみ                                  |
| 2023 | チャンピオンズ Champions                                              | 監督                                              | ボビー・ファレリーのみ 日本劇場未公開                     |
| 2024 | 俺らのマブダチ リッキー・スタニッキー Ricky Stanicky                  | 監督・脚本                                        | ピーター・ファレリーのみ                                  |
| TBA  | I Play Rocky                                                          | 監督・製作                                        | ピーター・ファレリーのみ                                  |